# Grzegorz Polakow
Grzegorz Polakow (ur. 10 marca 1935 w Wilnie) – polski piłkarz oraz trener współpracujący głównie z klubami pomorskimi.

## Kariera
Grzegorz Polakow w młodości był piłkarzem Lechii Gdańsk; następnie rozpoczął karierę trenerską. W latach 1965–1971 prowadził Arkę Gdynia, która pod jego wodzą była czołową drużyną II ligi.
Debiut trenerski w ekstraklasie Grzegorz Polakow zaliczył w 1975 roku w ŁKS-ie Łódź. Następnie trenował w sezonie 1975/1976 Lechię Gdańsk, z którą był bliski awansu do ekstraklasy. W 1979 prowadził seniorską reprezentację Kenii. Potem trenował: Cracovię, Odrę Opole, Arkę Gdynia, Stal Stalową Wolę - tych trzech ostatnich nie zdołał uchronić przed spadkiem z ekstraklasy, a także Bałtyk Gdynia, Arkę Gdynia i Olivię Gdańsk. Prowadził on najwięcej meczów na ławce trenerskiej Arki Gdynia - 201 meczów. Polakow trenował m.in. dziadka Tomasza Kafarskiego - Bronisława, bramkarza w Kaszubii Kościerzyna.
Był także nauczycielem akademickim w Akademii Wychowania Fizycznego i Sportu im. Jędrzeja Śniadeckiego w Gdańsku. Studentami Polakowa byli m.in. Czesław Michniewicz, Tomasz Kafarski.